# Neisseriaceae
Die Neisseriaceae bilden die einzige Familie der Ordnung Neisseriales innerhalb der Beta-Proteobakterien. Sie schließen verschiedene humanpathogene Arten ein. Benannt sind sie nach Albert Neisser (* 1855; † 1916). Ein bekanntes Beispiel ist Neisseria meningitidis, im Allgemeinen als Meningokokken bezeichnet. Dieses Bakterium kann bei einer Infektion Hirnhautentzündungen und Blutvergiftungen auslösen.

## Merkmale
Die Vertreter sind kokkoid, sie treten einzeln, paarweise oder in Haufen auf. Auch stäbchenförmige Zellen werden ausgebildet. Sie besitzen Pili und benötigen freien Sauerstoff für den Stoffwechsel (aerob). Die Zellen bilden keine Sporen. In Kulturen zeigen sie ein optimales Wachstum bei Temperaturen zwischen 32 und 36 °C.
Viele Arten sind Parasiten von Warmblütern. Wichtige Krankheitserreger des Menschen sind in der Gattung Neisseria zu finden.

## Systematik
Die Systematik dieser Familie war einigen Veränderungen aufgrund molekularbiologischer Untersuchungen der Genstrukturen (Vergleiche der DNA, 16S-rRNA-Analysen) unterworfen. So wurden u. a. die vorher zu dieser Familie gestellten Gattungen Moraxella, Psychrobacter und Acinetobacter der eigens hierfür geschaffene Familie Moraxellaceae zugeordnet. Die Art Branhamella catarrhalis wird nun unter den Artnamen Moraxella catarrhalis geführt. Einige früher hier geführte Gattungen, wie z. B.  Aquaspirillum,  Chitinibacter, Chromobacterium, Deefgea, Formivibrio und Iodobacter werden nun der ebenfalls hierfür neu erstellten Familie Chromobacteriaceae, die jetzt ebenfalls zu der Ordnung Neisseriales gestellt wird, zugeordnet.
Einige Gattungen:
- Alysiella Langeron 1923
- Amantichitinum Moß et al. 2013
- Bergeriella Xie and Yokota 2005
- Conchiformibius Xie and Yokota 2005
- Eikenella Jackson and Goodman 1972
- Kingella Henriksen and Bovre 1976
- Neisseria Trevisan 1885
- Simonsiella Schmid 1922
- Snodgrassella Kwong and Moran 2013
- Uruburuella Vela et al. 2005
- Vitreoscilla Pringsheim 1949